# Zygmunt Stanisław Makowski
Zygmunt Stanisław Makowski (ur. 15 kwietnia 1922, zm. 5 listopada 2005) – inżynier, profesor nauk technicznych, specjalista w zakresie przestrzennych konstrukcji prętowych, dydaktyk, doktor honoris causa Politechniki Warszawskiej

## Życiorys
Ukończył Liceum im. Tadeusza Czackiego, jednak wybuch II wojny światowej uniemożliwił mu kontynuowanie nauki. W latach 1942–1944 współpracował z organizacjami konspiracyjnymi, a także pobierał nauki na tajnych kompletach organizowanych przez Politechnikę Warszawską. Brał czynny udział w powstaniu warszawskim. Po klęsce powstania dostał się do niewoli i został umieszczony w obozie jenieckim koło Sandbostel. Po wyzwoleniu zaciągnął się do 2 Korpusu Polskiego. Po zakończeniu wojny rozpoczął studia inżynierskie, początkowo na Reale Universitá degli Studi di Roma, a następnie przeniósł się na Polish University College w Londynie, gdzie uzyskał dyplom inżyniera. 20 lipca 1953 Makowski uzyskał tytuł doktora na Uniwersytecie Londyńskim. Po uzyskaniu stopnia profesora został dziekanem Wydziału Technicznego Uniwersytetu w Surrey. W 1963 założył Centrum Badawcze Struktur Przestrzennych (Space Structures Research Centre). Kierował również Zakładem i Laboratorium Konstrukcji Inżynierskich.
Konstrukcje prętowe według pomysłu Makowskiego były i są wykorzystywane praktycznie w większości państw na świecie. Profesor cały czas współpracował z Politechniką Warszawską, a szczególnie z Zakładem Konstrukcji Metalowych i Zakładem Budownictwa Ogólnego w Instytucie Konstrukcji Budowlanych na Wydziale Inżynierii Lądowej. W 1989 Profesor Makowski otrzymał tytuł doktora honoris Politechniki Warszawskiej.
Makowski jest autorem ponad 140 prac, tłumaczonych na wiele języków.

## Stanowiska
- 1949-1951 – starszy asystent w Polish University College w Londynie
- 1951-1962 – wykładowca (później starszy wykładowca) w Imperial College of Science and Technology w Londynie
- 1962–1966 – kierownik Katedry Inżynierii Lądowej w Battersea College of Advanced Technology
- od 1963 – kierownik Centrum Badawczego Struktur Przestrzennych
- 1966–1984 – kierownik Katedry na Uniwersytecie w Surrey
- 1966–1968, 1976–1979, 1984–1987 – dziekan Katedry Inżynierii Uniwersytetu w Surrey
- 1985–2005 – redaktor International Journal of Space Structures (wraz z prof. H. Nooshinem)
- Kierownik Zakładu i Laboratorium Konstrukcji Inżynierskich na Uniwersytecie w Surrey[1][3]

## Nagrody, wyróżnienia, odznaczenia
- 1971 – nagroda specjalna Instytutu Inżynierów Konstrukcyjnych – za projekt hangarów na lotnisku Heathrow
- 1972 – nagroda Brytyjskiej Korporacji Stali i Brytyjskiego Stowarzyszenia Konstrukcji Stalowych – za projekt hangarów na lotnisku Heathrow
- 1974 – nagroda Golden Wing, przyznana przez Międzynarodowy Klub Ekspertów Tworzyw Sztucznych
- 1977 – Medal Srebrnego Jubileuszu Królowej Elżbiety II – za prace nad konstrukcjami przestrzennymi
- 1980 – honorowy obywatel Londynu
- 1982 – tytuł Fellowship of the City and Guilds of London Institute
- 1986 – honorowe członkostwo Międzynarodowego Stowarzyszenia Konstrukcji Powłokowych i Przestrzennych (IASS)
- 1989 – tytuł doktora honoris causa Politechniki Warszawskiej[3]

## Działalność pozanaukowa
Zygmunt Stanisław Makowski rezultaty swoich badań i doświadczenie naukowe wykorzystywał przy projektowaniu licznych budowli i konstrukcji. Do najważniejszych należą:
- konstrukcja dachu Takhti Stadium w Teheranie (wraz z H. Nooshinem i J.W. Butterworthem)
- kratownice przykrywające kompleks pięciu pawilonów wystawowych w Nancy
- krata nad King Hussein Sports Stadium w Ammanie
- przestrzenna rama nad Laboratorium Badań Hydraulicznych Rządu Hiszpanii w Madrycie
- kopuła Indira Gandhi Stadium w Nowym Delhi
- hangary lotnicze na lotnisku Heathrow w Londynie

## Ważne publikacje
- Stalowe konstrukcje przestrzenne, 1963
- Analiza, projekt i konstrukcja dwuwarstwowych krat, 1981
- Analiza, projekt i konstrukcja wzmocnionych kopuł, 1984
- Analiza, projekt i konstrukcja wzmocnionych sklepień kolebkowych, 1985[3]